# Bruxelles-Izegem
Bruxelles-Izegem, est une course cycliste belge, organisée depuis 1946 entre la capitale belge et Izegem située en Région flamande dans la province de Flandre-Occidentale.

## Palmarès
| Année | Vainqueur       | Deuxième          | Troisième          |
| ----- | --------------- | ----------------- | ------------------ |
| 1946  | Albert Sercu    | Valère Ollivier   | Albert Descamps    |
| 1947  | Albert Sercu    | Jan Landuyt       | Maurice Deschacht  |
| 1948  | André Pieters   | Joseph Claessens  | Adolph Verschueren |
| 1949  | André Pieters   | Sylvain Grysolle  | Marcel Denève      |
| 1950  | Roger Decock    | André Maelbrancke | Lucien Mathys      |
| 1951  | Jozef De Feyter | Arthur Mommerency | Albéric Schotte    |
| 1952  | André Pieters   | Marcel Ryckaert   | Leon Van Daele     |
| 1953  | Valère Ollivier | Roger Decock      | Gustaaf Salembier  |
| 1954  | Roger Decock    | Roger Desmet      | Désiré Keteleer    |
| 1955  | Henri Denys     | Firmin Bral       | André Pieters      |
| 1956  | Rémi Lowie      | Leon Van Daele    | René Mertens       |
| 1957  | Henri Denys     | Leon Van Daele    | Firmin Bral        |
| 1958  | Leon Van Daele  | Roger De Corte    | Maurice Meuleman   |
| 2000  | Fabrizio Guidi  | Lars Michaelsen   | Hendrik Van Dijck  |